# 이스트앵글리아

이스트앵글리아

이스트앵글리아(East Anglia)는 잉글랜드 동부 지역을 뜻하는 이름으로, 동앵글족의 땅이라는 뜻이다. 앵글로색슨 왕국 시대의 동앵글리아 왕국에 연유한다. 북해에 돌출된 반도를 중심으로, 노퍽주와 서퍽주 전역, 케임브리지셔주, 에식스주, 링컨셔주의 일부를 포함한다. 행정적으로는 이스트오브잉글랜드 행정 지역의 일부를 이루고있다. 면적은 12,559km²